# 2002年热带风暴亚瑟
热带风暴亚瑟（英語：Tropical Storm Arthur）是2002年大西洋飓风季的首场热带气旋，系统源于墨西哥湾一股逐渐衰减、并令美国东南部普降小到中雨的冷锋。7月14日，亚瑟在北卡罗莱纳州近海逐渐发展，在热带气旋阶段总体保持向东北方向快速移动。7月16日，气旋达到持续风速每小时95公里的最高强度，但很快就因水温降低，并与中层气旋发生相互作用而转变成温带气旋。风暴残留从纽芬兰岛上空经过，在当地产生阵风和降水，导致1人溺毙。

## 气象历史
2002年7月，墨西哥湾东北部有一股冷锋逐渐衰减，到7月9日时，气象机构已经侦测到伴随有微弱下层环流的广阔低气压区。这片海域的海面气压较高，上层风切变也偏向有利于热带天气系统缓慢发展。系统缓慢向西北偏北方向移动，组织结构逐渐改善，但雷暴活动仍然有限而混乱。
受干燥空气和风切变的不利影响，到7月11日时，中心附近的对流发展已经受到限制。低气压区变得拉长，但在7月12日转朝东北方向飘流后总体对流格局变得更加集中。受逐渐逼近的中层低压槽影响，系统加速向东北方向穿越佛罗里达州西北狭长地带，雷暴活动在此期间迅速消亡。协调世界时7月13日，气象机构预计系统会被逐渐逼近的低压槽吸收，但低气压区实际上却于7月14日清晨从北卡罗莱纳州附近进入大西洋西部，对流在此期间出现增长，组织结构也得到改善。环流和对流接下来变得更加层次分明，美国国家飓风中心估计系统于7月14日晚在北卡罗莱纳州哈特拉斯（Hatteras）西南偏西方向约75公里海域发展成第一号热带低气压。
成为热带气旋后，低气压因加拿大海洋省份以南洋面逐渐深化的中层低气压影响而快速向东北偏东方向移动。系统保持着良好的上层外流，并因行经墨西哥湾暖流上空而稳步增强。7月15日清晨，中心上空的对流有所增长，中心西南方向还发展出井井有条的雨带，美国国家飓风中心因此将系统升级成热带风暴亚瑟。气旋继续稳步增强，于7月16日清晨在新斯科舍哈利法克斯东南偏南方向约790公里海域达到风力时速95公里的最高强度。在此期间，亚瑟虽然受到西向风切变的不利影响，但中心上空的对流仍然变得层次分明。接下来，中心开始与最深层对流分离，亚瑟仍然保持在最高强度，并开始转变成温带气旋。风暴沿大规模中层低气压转向北上，到7月17日时已经完全转变成温带气旋。此后不久，亚瑟的温带残留经过纽芬兰岛东部。7月19日，风暴残留转向东南，在纽芬兰岛和格陵兰之间洋面飘流，其风速于当晚降至烈风强度以下。

## 影响

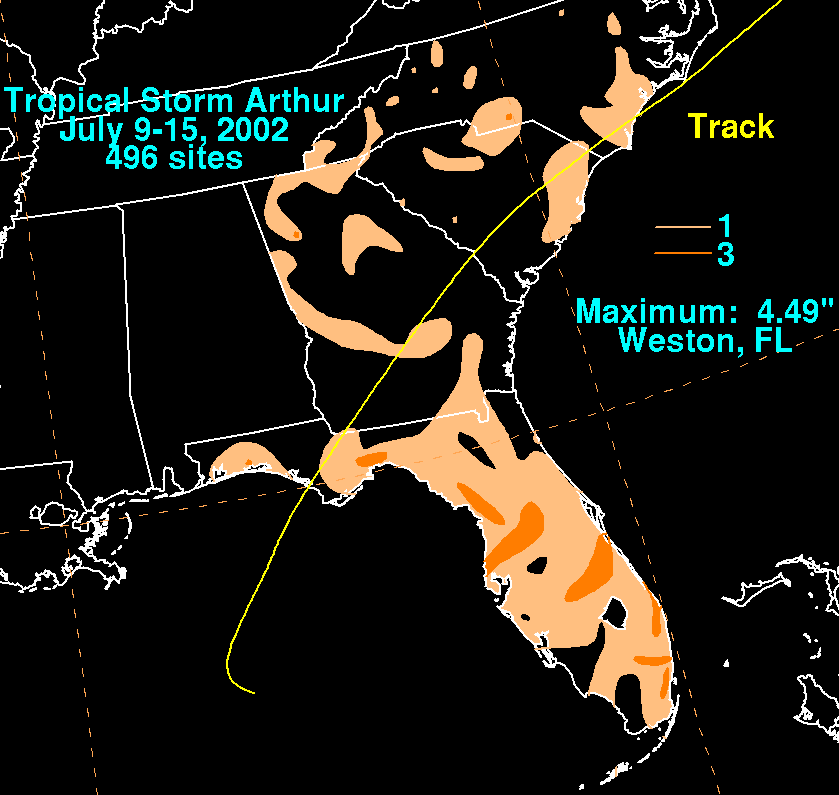
热带风暴亚瑟的降水分布

亚瑟的前身属热带扰动，受其影响，佛罗里达州、乔治亚州和南卡罗莱纳州普降小到中雨，降雨量最高的是佛罗里达州韦斯顿，达到114毫米。北卡罗莱纳州也有局部地区出现降水，雨量总体在25至75毫米之间。7月16日，风暴从百慕大以北经过，当地出现阵风和14.5毫米降水。转变成温带风暴后，亚瑟又给纽芬兰岛带去阵风和约25毫米雨量。当地一条河上有一艘船因大浪倾覆，导致1人遇难。
有5艘船只记录下亚瑟产生的热带风暴强度大风，其中两艘是在风暴转变成温带气旋后。7月16日清晨，一艘呼叫信号为“韦斯顿”（Weston）的船只报告测得每小时82公里持续风速，风向西南偏南，比其它船只记录的风速都高。温带风暴亚瑟逼近加拿大期间，一浮标测得的8分钟平均风速为每小时72公里，阵风时速则达到97公里。